# Xanthia vulpecula
Xanthia vulpecula là một loài bướm đêm trong họ Noctuidae.